# Успение Богородично (Пирот)
„Успение Богородично“ (на сръбски: Саборна црква Успења Пресвете Богородице) е възрожденска православна църква в град Пирот, Сърбия. Част е от Нишката епархия на Сръбската православна църква.

## История
Църквата е дело на видния български дебърски майстор строител Андрей Дамянов, построена в периода 1868 - 1870 година. В архитектурно отношение е трикорабна базилика с трем. В храма има икони, дело на представители на Самоковската художествена школа.